# 타카타
타카타(Takata Corporation, タカタ株式会社, Takata Kabushiki Gaisha)는 일본의 자동차 부품 회사였다. 이 회사는 4개 대륙에 생산 시설을 보유하고 있으며 유럽 본사는 독일에 있다. 2013년에는 멕시코 공장에서 생산된 타카타 에어백 팽창기 결함과 관련된 일련의 사망 및 부상으로 인해 Takata 에어백이 장착된 차량 360만 대가 리콜되었다. 에어백으로 인한 추가 사망자로 인해 NHTSA(National Highway Traffic Safety Administration)는 미국 역사상 최대 규모의 자동차 리콜인 4,200만 대 이상의 차량에 대해 미국 전역에서 지속적인 리콜을 명령했다. 2017년 6월 타카타는 파산을 신청했고 키 세이프티 시스템스(Key Safety Systems)에 인수되었다. 2024년 1월 기준 전 세계적으로 1억 개가 넘는 에어백 팽창기가 20개 이상의 자동차 제조업체에서 리콜되었다.

## 같이 보기
- 질산 암모늄
- 아자이드화 나트륨